# 千岛碱茅
千岛碱茅（学名：Puccinellia kurilensis）为禾本科碱茅属下的一个种。

## 扩展阅读
- 維基物種上的相關：千岛碱茅